# エルジン (イリノイ州)
エルジン（英: Elgin、英語発音: [ˈɛldʒɨn]）は、アメリカ合衆国イリノイ州のケーン郡の都市。人口は114,797人（2020年）。シカゴの北西60キロメートルにあり、シカゴ都市圏に含まれる。市域の一部はクック郡に入っている。

## 歴史
1832年のブラック・ホーク戦争により、後にエルジンとなった地域に居住しマウンドを築いていたインディアンが排除され、ヨーロッパ人がエルジンの町を設立する条件ができた。この戦争の間にアメリカ軍ウィンフィールド・スコット将軍が率いた数千人の民兵や兵士がフォックス川の渓谷を行軍し、この地域の肥沃な土壌や流れ出す泉があるという話が東部に伝わった。
ニューヨーク州ではジェイムズ・T・ギフォードとその兄弟のヘゼキア・ギフォードがこの地域が開拓に向いているという話を耳にし、西に向った。シカゴからガリーナに向う駅馬車のルートを探しているときに、フォックス川に橋を架けられそうな地点に入植することになった。1835年4月、彼らは町を建設し、スコットランドの賛美歌「エルジンの歌」から取って町の名前を付けた。
1849年、ガリーナ・シカゴ・ユニオン鉄道がエルジンまで延伸され、後にはフォックス川の両岸を走る鉄道として機能し、この成長しつつある町をシカゴなど都心と結びつけた。初期のエルジンはシカゴに向けて販売したバターと酪農製品の町という評判があった。ゲイル・ボーデンが1866年にコンデンスミルクの工場を設立しており、エルジンの図書館は彼の名前が付けられている。町にエルジン・ナショナル時計会社が設立されて酪農業は重要ではなくなった。この時計会社はアメリカ合衆国では最大の精密時計製造者となり、19世紀から20世紀半ばにかけて3世代にわたるエルジン住民を雇用した（1960年代初期に製造を止め、1965年には撤退した）。現在でもシカゴのユニオン駅にある時計にはエルジンの名前が入っている。
1872年、州内でも大きな施設である北イリノイ州立精神病院を、また後には退役兵管理病院を誘致した。
エルジンは教育と発明について長い伝統がある。市内にはアレゲーニー山脈より西では最古の共学、無宗派カレッジ・プレパラトリー・スクールであるエルジン・アカデミーがある。エルジン高校からは5人の海軍提督、1人のノーベル賞受賞者、1人のピューリッツァー賞受賞者、1人のトニー賞受賞者、2人のアカデミー賞受賞プロデューサー、複数のオリンピック出場者を輩出し、またゼネラルモーターズのCEOも出た。1914年にはエルジン住民のジョン・マーフィーがモーター駆動の街路清掃車を発明し、後にはエルジン・スウィーパー・コーポレーションを設立した。先駆的なアフリカ系アメリカ人化学者ロイド・ホールがエルジン生まれであり、伝説的なマーケッターでカーステレオの開拓者アール・"マッドマン"・ムンツと、アメリカでは初のプラネタリウムであるシカゴのアドラー・プラネタリウム設立者マックス・アドラーも同様である。
地元の歴史家E・C・アルフトがエルジンの歴史について幾つかの著作と現在進行中の新聞コラムを書いてきた。

## 建築と歴史の保存

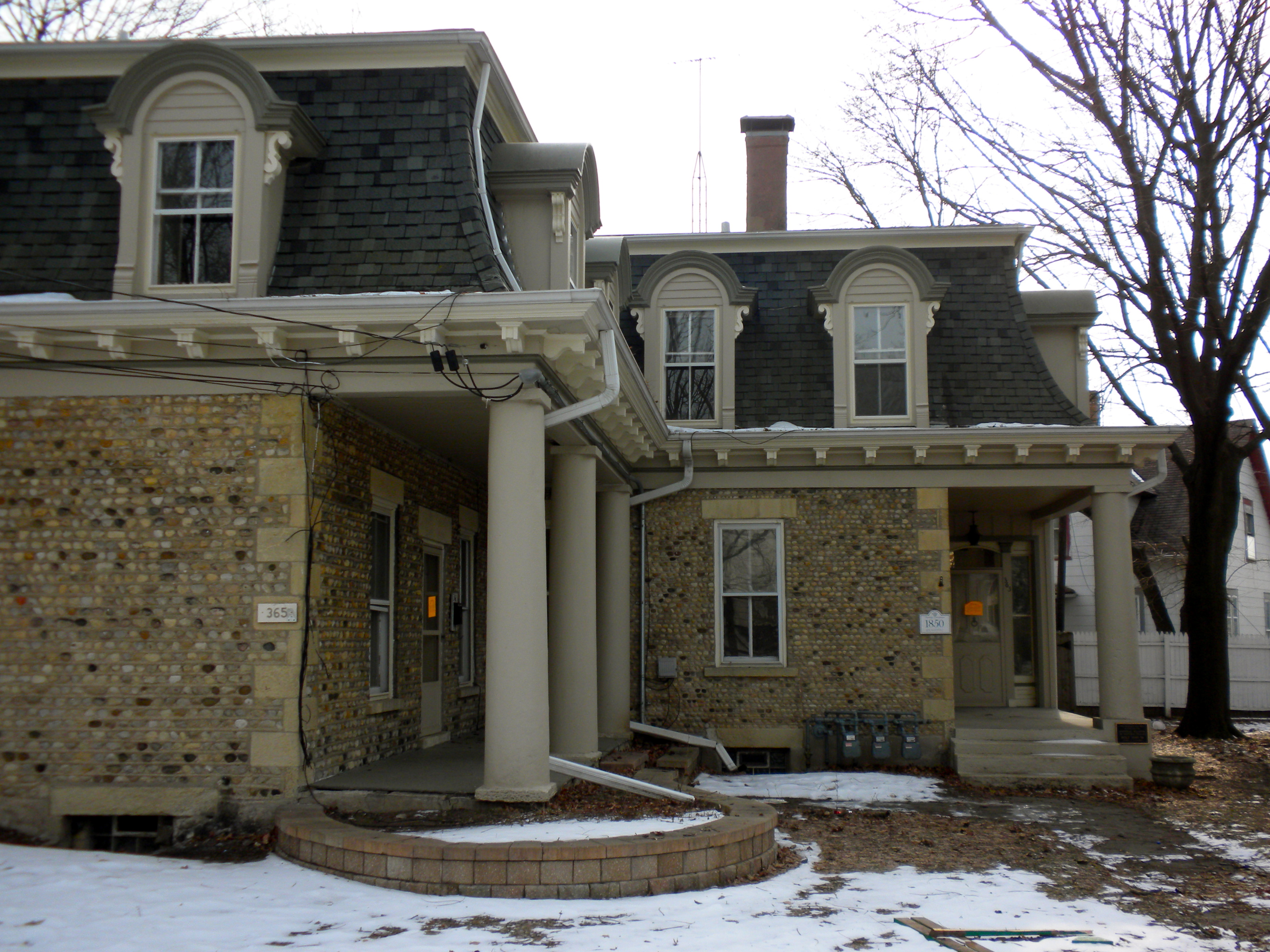
エルジン創設者ギフォードの邸宅

エルジン市はビクトリア時代からの歴史的建築やランドマークで知られており、アン女王様式の邸宅の例もある。注目すべき邸宅の多くは昔、エルジン・ナショナル時計会社重役のものだった。1908年から1940年にかけて、多くの興味あるシアーズ・カタログに掲載された家屋がキットとしてエルジンに運ばれた。
ビクトリア様式の邸宅の前の時代は土地産出の丸石で邸宅が造られていた。ある時点ではニューヨーク州ロチェスター以外では丸石の家屋が最も集中していた町と考えられている。最初期の開拓者が建設したそのような建物が幾つか現在も残っている。それらはエルジンの歴史地区にあり、そのうち2棟はアメリカ合衆国国家歴史登録財に登録されている。
ローズ公園にあるエルジン公共博物館は、博物館として建設され現在でもその目的で残っているものとして、イリノイ州最古の建物である。
9人の委員からなるエルジン歴史遺産委員会が歴史の保存活動を促進している。ギフォード公園協会も歴史保存に活動しており、毎年人気のある邸宅ツアーを実施している。

## 芸術、レクリエーション、保存
エルジンにはイリノイ州でも最大級のオーケストラであるエルジン交響楽団があり、シカゴの北西部郊外地では主要なクラシック音楽演奏の提供者となっている。その他クラシック音楽の演奏家としては、ラビニア音楽祭に唯一招待された青年オーケストラであるエルジン・ユース交響楽団、エルジン合唱連盟、エルジン児童合唱団、エルジン歌劇団がある。ウィング公園バンドシェルでは屋外音楽も楽しめる。劇団としてはジャヌス劇団、エルジン劇団、エルジン子供劇団、フォックスバレー青年劇団、およびナッシング・スペシャル・プロダクションズがある。さらに、ヘメンズ公会堂やエルジン・コミュニティ・カレッジの視覚芸術・芸能センターでは毎年、シカゴのハバード通り舞踏団からビル・マーハーまで数多い公演が行われている。
1980年代にランドマークになっていた多くの企業がなくなった後、1990年代にはグランド・ビクトリア川舟カジノができ、地元経済も改善されてルネッサンスを経験した。多くの歴史的建造物が流行のクラブやレストランに転用された。
エルジンの市民公園には広さ112エーカー (453,000 m2) のローズ公園があり、ここにはエルジン公共博物館、ペット動物園があり、アメリカバイソンの群れもいる。広さ121エーカー (490,000 m2) のウィング公園にはゴルフコースがある。その他にローリング・クノールズ・カントリークラブ、ハイランズ・オブ・エルジン、エルジン・カントリークラブというゴルフコースもある。センター・オブ・エルジンには水上公園やクライミングウォールがあり、アメリカ合衆国でも最大級の市民レクリエーションセンターとなっている。市西側にあるエルジン・スポーツ施設は10面の照明付き球技場、10面のサッカー場、および自転車モトクロスのトラックがある。この施設では毎年市内、地域および全国レベルの競技会が開催されている。市内のフォックス川トレイル自転車道は北のアルゴンキン村とダンディ村、南のセントチャールズ市、ジェノバ市とバタビア市に繋がっている。
エルジンはイリノイ州で最も成長速度の速い都市に分類されるが、現在でもこの地域に開拓者が訪れた時の自然美や生物種が幾らか保持されている。市の東部には4,200エーカー (17 km2) のクック郡森林保護部が管理するポプラクリーク自然保護区があり、自転車道、ハイキング道および乗馬道がある。この保護区にあるシューファクトリー・ロード・プレーリーはかつてこの地域に散在した丘陵プレーリーの例が残っている。ポプラクリーク自然保護区はシアーズの敷地にある保護地役権のある土地を経て、広さ4,000エーカー (16 km2) のスプリングクリークバレー森林保護区に繋がっている。
さらに市内にはブラフ・スプリング・フェンと トラウトパークという2つの自然保護区がある。ブラフ・スプリング・フェンは草原やフェン（湿原）あるいはアルカリ泉湿地など特徴ある植生が数多くあり、希少種のオーキッドが咲いている。トラウトパークにも類似したカルシウムを含む湿地があり、オーク、セイヨウトネリコ、カエデなどに加えてヒノキやマンサクの通常見られない種がある特徴的森林を形成している。この公園が1920年代に開設されたとき、地元新聞は大変多くの植物種があることと、保存に対する市民の関心を反映して、一面に植物種のリストを添えた長文の記事を掲載した。1960年代、ノースウェスト有料道路がこの場所を横切り、その大きさを減じることになった。

## 今日のエルジン
エルジンはイリノイ州で最も成長速度の速い都市に分類される。2005年6月、「シカゴ・トリビューン」はエルジン市長エド・ショックが「エルジン市は40年のうちにイリノイ州第2の都市になる」と語ったことを引用した。市の最西部開発戦略は、フォックスバレーを繋ぐ主要小売業回廊になってきたランドール道路西の農地に14,000軒の住宅建設を求めている。エルジン中心街も土地開発業者の関心を惹きつけている。2007年までに総額1億ドル以上をかけた3つの大型住宅開発プロジェクトが完了した。ゲイル・ボーデン公共図書館は新たに3,000万ドルをかけた蔵書量460,000冊を収めることのできる建物に2003年10月に移転した。その他の最近のプロジェクトでは4,100万ドルをかけたレクリエーションセンターであるセンター・オブ・エルジンがある。
市の急速な成長によって交通、スプロール現象および新しい市民に対する市のサービス能力に関して心配を増している。市当局は市の上水処理場が新市民に供給できるだけの十分な能力を持っていると主張している。エルジンは上水の質が良いことで知られており、過去10年間でケーン郡で1番、さらにイリノイ州で1番と言われてきた。
1990年代、イリノイ州北部では川舟カジノを誘致した数少ない都市の一つになった。このグランド・ビクトリア・カジノは当初議論を呼んだが、市の重要な収入源になることが分かってきた。2005年3月時点で年間400万人近い客を呼んでおり、イリノイ州では5番目に観光客の多い都市になっている。グランド・ビクトリア基金にはカジノが1億1,160万ドル以上を寄付しており、市内の非営利団体に助成金を交付している。
市内には少なからぬラオス人社会がある。エルジンは1967年以来ラオスの首都ヴィエンチャンと姉妹都市を結んでいる。店舗やレストランを開店したラオス系アメリカ人もおり、市の多様性を増している。
エルジンの市民社会は大型で多様で実効ある草の根組織集団という特徴があり、社会に誇りを感じ、ボランティアや参加の精神がある。これが認められて2002年には全国市民連盟から2度目のオールアメリカ都市賞を受賞した。
市民団体には以下のものがある。
- エルジン中心街地区協会
- 北東地区協会
- ギフォード公園協会
- 南西エリア地区

## 政治
エルジンは1854年にイリノイ州から認可された都市であり、その100年後に市政委員会・シティマネジャー方式を採用したことではイリノイ州最初の都市になった。市民は全市を選挙区とする6人の委員と1人の市長を選出し、彼らが非常勤で奉仕している。市政委員会は隔週の水曜日午後6時に市役所で会合を開く。常勤の専門家であるシティマネジャーは市長と市政委員会のために活動する。
イリノイ州議会では下院に民主党議員2人、共和党議員1人、上院に民主党、共和党各1人の議員を送り出している。連邦議会下院には民主党議員2人、共和党議員1人を送り出している。
エルジン市にはクック郡のハノーバー・タウンシップ、ケーン郡のエルジン・タウンシップ、プラトー・タウンシップ、ラトランド・タウンシップ、ダンディー・タウンシップ、カンプトン・タウンシップの部分を含んでいる。エルジン・タウンシップは4年任期である監督官、事務官および4人の理事が統治している。
エルジン消防署は訓練担当官や常設消防車隊が居ないものとしてはイリノイ州最大である。現在は非常勤消防車隊を兼ねる2つの非常勤救急隊が努めている。

## 地理
エルジンは北緯42度2分22秒 西経88度17分19秒 / 北緯42.03944度 西経88.28861度に位置する。
アメリカ合衆国国勢調査局によれば、市域全面積は25.4平方マイル (65.8 km2)、このうち陸地は25.0平方マイル (64.7 km2)、水域は0.4平方マイル (1.0 km2)、水域率は1.54%である

## 人口動態
以下は2000年の国勢調査による人口統計データである。
| 基礎データ - 人口: 94,487人 - 世帯数: 31,543世帯 - 家族数: 22,395家族 - 人口密度: 1,459.3人/km2（3,779.1人/mi2） - 住居数: 32,665軒 - 住居密度: 504.5軒/km2（1,306.5軒/mi2） 人種別人口構成 - 白人: 70.49% - アフリカン・アメリカン: 6.80% - ネイティブ・アメリカン: 0.49% - アジア人: 3.88% - 太平洋諸島系: 0.06% - その他の人種: 15.39% - 混血: 2.98% - ヒスパニック・ラテン系: 34.32% 年齢別人口構成 - 18歳未満: 29.0% - 18-24歳: 10.7% - 25-44歳: 33.6% - 45-64歳: 18.2% - 65歳以上: 8.6% - 年齢の中央値: 31歳 - 性比（女性100人あたり男性の人口） - 総人口: 99.9 - 18歳以上: 98.8 | 世帯と家族（対世帯数） - 18歳未満の子供がいる: 39.6% - 結婚・同居している夫婦: 54.6% - 未婚・離婚・死別女性が世帯主: 11.3% - 非家族世帯: 29.0% - 単身世帯: 23.3% - 65歳以上の老人1人暮らし: 7.4% - 平均構成人数 - 世帯: 2.94人 - 家族: 3.49人 収入と家計 - 収入の中央値 - 世帯: 52,605米ドル - 家族: 58,404米ドル - 性別 - 男性: 39,581米ドル - 女性: 28,488米ドル - 人口1人あたり収入: 21,112米ドル - 貧困線以下 - 対人口: 8.1% - 対家族数: 6.4% - 18歳以下: 11.6% - 65歳以上: 4.7% |

## 交通

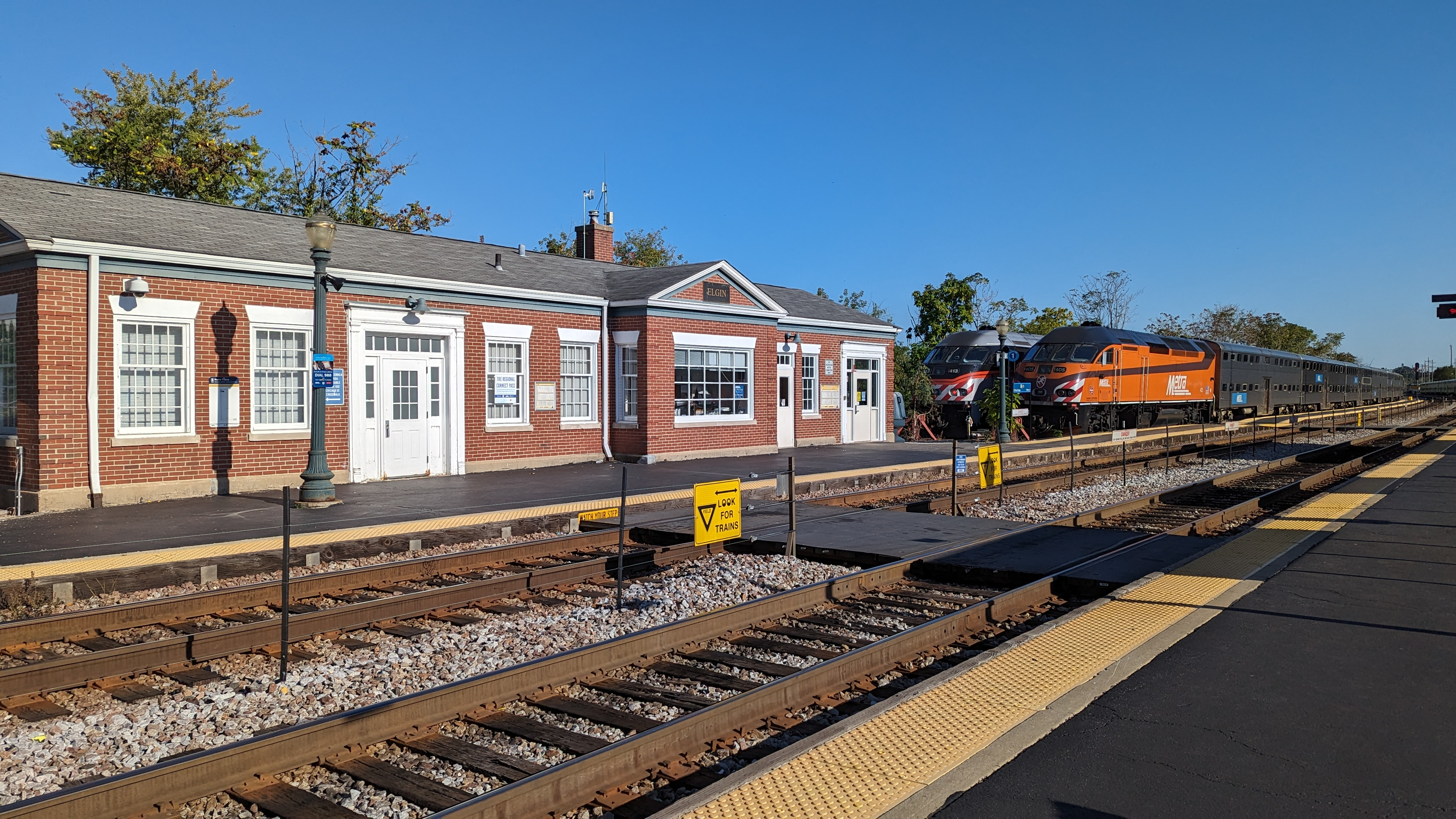
エルジン駅

### 鉄道
市内にはメトラのミルウォーキー地区西線の駅が3つ有り、エルジンとシカゴのユニオン駅の間を毎日運行している。3つの駅はナショナルストリート駅、エルジン駅およびビッグティンバー道路駅である。ビッグティンバー道路駅はこの路線の西側の終点である。
かつて市内にはオーロラ・エルジン・アンド・フォックスリバー電鉄が運行する路面電車が走っていた。さらに幾つかのインターアーバン路線も存在した。この中で最も著名なものはシカゴ・オーロラ・アンド・エルジン鉄道であり、シカゴへの電車を高頻度で運行していた。

### バス
市内バスはPACE（北東イリノイ地域交通公社の郊外バス運行主体）が運行している。PACEは約12の市内バス路線を月曜日から土曜日まで走らせている。これらのバス路線はエルジン駅隣接のエルジン交通センターを発着している。シカゴ行きの急行バスやグレイハウンドも利用できる。

## 教育
市内には4つの教育学区と18の私立学校がある。
効率教育学区は次の通りである
- エルジン地域教育学区U46[8] - エルジンに本部があり、市内の大半を管轄している。イリノイ州では2番目に大きな学区であり、クック郡、デュページ郡、ケーン郡の広さ90平方マイル (230 km2) に及んでいる。就学年齢の児童・生徒約4万人がこの地域にいる。市内の公立高校であるエルジン高校とラーキン高校にはそれぞれ、ギフティド・タレンティド・アカデミーと視覚芸術・芸能アカデミーが入っている。
- コミュニティユニット教育学区301 - バーリントンを本拠とし、エルジンの西部を管轄している
- コミュニティユニット教育学区300 - カーペンターズビルを本拠とし、エルジンの北西部を管轄している
- コミュニティユニット教育学区303 - セントチャールズを本拠とし、エルジンの南西部を管轄している

### 高等教育機関
- エルジン・コミュニティ・カレッジ - セントチャールズ、バーリントン、サウスエルジン、ウェイン、バートレット、アルゴンキン、ダンディー、ハンプシャーと小さな町を管轄する学区509号から学生を集めており、州内では最も成長速度の早いコミュニティ・カレッジである。
- ジャドソン大学 - 市の北西部フォックス川岸にあるリベラル・アーツ系アメリカン・バプテストの認定4年制カレッジである。建築と教育学で修士号を提供している。
- ナショナル・ルイス大学 - 教育学、教養部および経営管理学の私立非営利カレッジであり、大学と大学院のある高等教育機関である
- プロビデンス・バプテスト・カレッジ - 4年制独立バプテスト実業カレッジ

## 記念貨幣

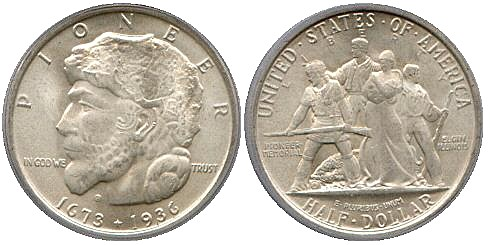
100周年記念貨幣

1936年、アメリカ合衆国造幣局からエルジンの設立100周年を記念して半ドル記念銀貨が発行された。この貨幣は彫刻家トリグベ・ローベルシュタットの提案になるパイオニア家族を記念するための寄金集めに使われ、1.5ドルで販売された。表面は1673年と1936年とされる開拓者の顔があり、裏面は開拓者の家族になっている。どちらもローベルシュタットが制作した100周年「パイオニア・メダル」に基づいていた。1673年というのはルイ・ジョリエとジャック・マルケットがこの地域に遠征した年であるが、その行程では後のエルジン近くの地を踏むことは無かった。
この貨幣は大きな成功にはならなかった。おそらく世界恐慌があったことと、当時は様々な記念貨幣が発行されていたためだった。当初鋳造された25,000枚のうち5,000枚が売れ残り、造幣局で溶解された。ローベルシュタットの開拓者の彫像は2001年になって建立された。

## マスメディアの中のエルジン
- 1920年3月18日に起こったパームサンディ竜巻に襲われたシカゴ都市圏地域にはエルジンも含まれていた。
- テレビドラマロザンは当初エルジンを舞台にする予定だったが、後にエルジンから近距離にあるランフォードという架空の町に変えられた。ある時点ではジャッキーがエルジン市内の自動車学校に通っている。
- テレビドラマプリズン・ブレイクの1エピソード、「シークレット・ガーデン」で、サラ・タンクレディ博士はエルジンのモーテルに滞在する。
- テレビドラマGrace Under Fireで使われた家の外面は、実際のエルジン市東部デュページ通り445である。
- 映画真実の行方にはエルジン精神健康センターが映された。
- 喜劇映画Dennis the Menaceの一部はエルジンで撮影された。